# Metropolitan (1990)
Metropolitan é um filme norte-americano de 1990, do gênero comédia dramática romântica, escrito, dirigido e produzido por Whit Stillman em sua estreia na direção, com Carolyn Farina e Edward Clements nos papéis principais.
Metropolitan foi indicado ao prêmio de Melhor Roteiro Original no Oscar 1991. O filme é frequentemente considerado o primeiro de uma trilogia de Stillman ambientados na década de 1980 e retratando jovens adultos privilegiados, seguido cronologicamente (mas não em termos de lançamento) por The Last Days of Disco (1998) e Barcelona (1994).

## Elenco
- Carolyn Farina como Audrey Rouget
- Edward Clements como Tom Townsend
- Christopher Eigeman como Nick Smith
- Taylor Nichols como Charlie Black
- Allison Parisi como Jane Clark
- Dylan Hundley como Sally Fowler
- Isabel Gillies como Cynthia McLean
- Bryan Leder como Fred Neff
- Will Kempe como Rick Von Sloneker
- Ellia Thompson como Serena Slocum
- Stephen Uys como Victor Lemley
- Roger W. Kirby como homem no bar

## Produção
Whit Stillman escreveu o roteiro de Metropolitan entre 1984 e 1988, enquanto dirigia uma agência de ilustração em Nova Iorque, e o financiou com a venda de seu apartamento por 50 mil dólares, além de algumas contribuições de familiares e amigos. Incluindo a pós-produção, o custo total do filme foi de 210 mil dólares. Stillman queria ambientar o filme no passado, possivelmente na década de 1960, pré-Woodstock, mas o orçamento não permitiu que um filme estritamente de época fosse feito. Em vez disso, ele acrescentou detalhes de época para dar ao filme uma "aura do passado", como táxis Checker Cabs antigos, e excluiu qualquer coisa muito específica dos anos 1990.

## Temas
Comentaristas importantes como Emanuel Levy chamaram o filme de uma comédia de costumes, enquanto Suzanne R. Pucci em seu livro, Jane Austen and Co., compara o filme aos romances de Jane Austen e aos de Henry James, como The Wings of the Dove. Para Pucci, o filme merece ser incluído na categoria de remakes de Austen do século XX e início do século XXI, como Ruby no Paraíso (1993) e O Diário de Bridget Jones (2001). Segundo ela, o filme rastreia “o fenômeno Austen além de Austen, no que [é chamado] de filme 'pós-patrimônio', um tipo de drama histórico que usa o passado de forma deliberada ou explícita para explorar questões atuais na política cultural”. Em 2015, o crítico de cinema Richard Brody, da The New Yorker, escreveu que Metropolitan é sobre a situação da classe alta estadunidense, ou o que os personagens do filme chamam de "alta burguesia urbana", e a "possibilidade — a necessidade — e a dificuldade de sair do seu mundo e conectar-se com o mundo mais amplo, para o benefício do mundo mais amplo". Mark Henrie, editor do livro Doomed Bourgeois in Love: Essays on the Films of Whit Stillman, escreve que é um filme conservador, que usa "afeição zombeteira, ironia gentil e uma tempestade de diálogos espirituosos" para nos fazer "ver o que é admirável e necessário nos costumes e convenções da classe alta dos Estados Unidos". Em 2009, a National Review nomeou-o o terceiro melhor filme conservador.

## Recepção
No Rotten Tomatoes, o filme tem um índice de aprovação de 93% com base em 41 avaliações, com uma classificação média de 7,7/10. O consenso crítico do site diz: "Metropolitan delicadamente ataca a classe jovem socialite com uma comédia dramática inteligentemente escrita, cujo cenário único e específico produz verdades universais ricas".
O filme arrecadou 2,9 milhões de dólares nos Estados Unidos e no Canadá e 7 milhões de dólares em todo o mundo.